# سيسيليا تود
سيسيليا تود (بالإسبانية: Cecilia Todd) هي مغنية فنزويلية، ولدت في 4 مارس 1951 في كاراكاس في فنزويلا.